# 江川事件
江川事件，日本名投手江川卓為了加入巨人軍引發的一連串爭執，最後江川卓如願加入巨人隊。當年江川卓的交涉權是由第一順位的西武前身——皇冠所獲得，但是1978年11月21日巨人隊鑽法律漏洞宣佈與江川卓簽約，理由是「球團在隔年選秀會的大前天前未能和去年選秀會上指名的選手簽約、登錄到可支配選手名簿中者，其交涉權喪失。」，史稱「江川卓之空白的一日」事件，在日本引發軒然大波，社會上傳出了拒買讀賣新聞的運動。當時所有的法學人士表示根據規章必須承認江川卓與巨人簽訂契約的事實，江川卓與巨人簽約完全合乎日職所有的相關規定，特別是棒球協約138條與133條；但是西武代表阪井保之表示，「棒球協約（日職基本規章）並非是如六法全書般的法律規章，而是以『公平』為基本之精神的協議」。最後判定江川卓與巨人的合約無效。結果江川卓最後由阪神選中，在讀賣、阪神兩集團與理事長辦公室強力運作下，最後由日職理事長金子銳「理事長裁定」以「江川卓進入阪神，但隨即透過交易進入巨人」。1979年1月31日，江川與阪神簽約，八小時後，巨人以投手小林繁與阪神交易江川卓，是年2月8日，金子銳提出了辭呈黯然下臺，江川因非法交易被禁賽2個月，史稱「江川事件」。在江川事件以後，日本職棒界開始修改選秀制度，導入所謂的“逆指名制度”。